# Capparis artensis
Capparis artensis là một loài thực vật có hoa trong họ Capparaceae. Loài này được Montrouz. mô tả khoa học đầu tiên năm 1860.